# خوسيه تريفاينيو
خوسيه تريفاينيو (بالإسبانية: José Treviño)‏ هو مدرب كرة قدم ولاعب كرة قدم مكسيكي في مركز الوسط، ولد في 29 يناير 1960 في مونتيري في المكسيك. لعب مع نادي مونتيري.